# Cuisine comorienne
La cuisine comorienne ne se réfère pas seulement aux plats de la nation indépendante de l'océan Indien des Comores, mais aussi à ceux du département français d'outre-mer de Mayotte dans le même archipel. La cuisine des îles Comores reflète les nombreux groupes et cultures qui ont visité et colonisé les îles au fil des siècles, y compris non seulement les peuples parlant le swahili et l'austronésien, mais aussi ceux originaires du Moyen-Orient (en particulier Oman et l'Iran actuel), de l'Inde, du Portugal et de la France (ce dernier pays ayant administré les Comores jusqu'en 1975 et supervisant toujours Mayotte).

## Aliments
De nombreuses espèces de poissons (en particulier le thon et la morue) et de crustacés tels que le crabe et le homard sont consommés dans les soupes et les ragoûts comoriens, souvent en association avec des racines comme le manioc et la banane verte (non mûre). Parmi les plats de ce type, on peut citer le roti ya houma pampa (morue salée séchée réhydratée et mijotée lentement dans un rougail (sauce) d'oignons et de tomates) et le m'tsolola (poisson à chair ferme comme l'espadon cuit avec des plantains et des épinards ou des légumes verts indigènes comme le matava (feuilles de manioc) dans du lait de coco). Au cours des dernières décennies, les plats de fruits de mer d'influence française (comme la langouste à la vanille, les petits homards à la sauce vanille) sont également devenus populaires, en particulier à Mayotte.

## Mets et plats
Des repas centrés sur les viandes telles que le bœuf et le poulet sont également consommés aux Comores. Un exemple frappant, le mshakiki (bœuf mariné en brochette) présente de fortes similitudes avec le mishkaki du Kenya et de Tanzanie. L'akoho sy voanio ou poulet au coco est originaire de Madagascar et se compose de poulet cuit dans de la crème de coco. Les noix de coco, appelées nazi dans certaines langues comoriennes, sont utilisées dans une grande variété de plats de l'archipel. Les accompagnements populaires de ces plats comprennent l'achard aux légumes (citron mariné acidulé ou mangue verte) et le pilaou (riz pilaf parfumé originaire de l'archipel voisin de Zanzibar).
Le mkatra siniya (gâteau aux épices comorien), le shihondro (bonbon aux cacahuètes caramélisées) et le plat de ladu (boulettes de noix de cajou, du riz avec une pointe de poivre noir) sont quelques exemples de desserts consommés dans les îles.
Aux Comores, le terme de thé fait souvent référence aux tisanes ou infusions d'herbes indigènes appelé tchayi comme le mani ya mdarassini (feuilles de cannelle) et le mani ya sandze (citronnelle) plutôt qu'aux boissons à base de thé elles-mêmes. Les jus comme ceux du jacquier ,de goyave de chine ,de papaye et de mangue sont également couramment consommés. Bien que les boissons alcoolisées soient disponibles dans certaines parties du pays des Comores (notamment le grand marché Volo-Volo dans la capitale nationale Moroni), la consommation publique d'alcool est généralement mal vue dans les îles car plus de 95 pour cent de la population sont des musulmans sunnites pratiquants. La consommation de sang et de porc est également illégale dans le pays des Comores.